# Nymphetamine
Albums de Cradle of Filth
Damnation and a Day
(2003) Thornography
(2006)
Nymphetamine est le sixième album studio du groupe de black métal mélodique britannique Cradle of Filth (bien que cet album soit beaucoup plus orienté vers un metal dans le style gothique) sorti le 28 septembre 2004 sous le label Roadrunner Records.
Une nouvelle fois, les parties de guitare sont écrites par Paul Allender et Martin Powell avec l'aide de James MacIlroy. L'album a été nommé en 2005 aux Grammy awards dans la catégorie de la meilleure performance de metal. Nymphetamine a atteint la 89e place au classement Billboard 200.
Les claviers sont très présents dans cet album, en particulier le piano. En revanche, dans l'album suivant, Thornography, le groupe abandonnera presque entièrement cet instrument.

## Titre de l'album
"Nymphetamine" est un mot valise: il s'agit de la contraction entre les mots "nymphomane" et "amphetamine", désignant une addiction sexuelle semblable a une addiction aux amphétamines.

## Détails sur des chansons de l'album
Il y a deux versions du titre Nymphetamine: une de neuf minutes et une autre, raccourcie, qui ne dure que cinq minutes et qui est intitulée Nymphetamine fix et qui apparait en titres supplémentaire dans la version limitée de l'album. Les deux versions sont chantées avec Liv Kristine.
Le titre Nymphetamine fix fait partie de la bande son du film Resident Evil: Apocalypse.
Le titre Coffin Fodder est évoqué dans le quatrième épisode de la comédie Anglaise The IT Crowd. Il est mentionné comme étant "le titre 4" alors qu'il s'agit du neuvième titre de l'album.
Le titre Swansong for a Raven est la suite du titre Her Ghost in the Fog, provenant de l'album Midian.

## Membres
- Dani Filth - Chant
- Paul Allender - Guitare
- James McIlroy - Guitare
- Dave Pybus - Basse
- Martin Powell - Clavier
- Adrian Erlandsson - Batterie
- Sarah Jezebel Deva - Chant secondaire (chœurs)
- Liv Kristine - Chant sur les titres Nymphetamine et Nymphetamine Fix

## Titres
| No  | Titre                                                                    | Durée |
| --- | ------------------------------------------------------------------------ | ----- |
| 1.  | Satyriasis (intro instrumentale)                                         | 1:42  |
| 2.  | Gilded Cunt                                                              | 4:08  |
| 3.  | Nemesis                                                                  | 7:18  |
| 4.  | Gabrielle                                                                | 5:27  |
| 5.  | Absinthe with Faust                                                      | 5:14  |
| 6.  | Nymphetamine (Overdose) (avec Liv Kristine)                              | 9:14  |
| 7.  | Painting Flowers White Never Suited My Palette (interlude instrumentale) | 1:57  |
| 8.  | Medusa and Hemlock                                                       | 4:44  |
| 9.  | Coffin Fodder                                                            | 5:17  |
| 10. | English Fire                                                             | 4:45  |
| 11. | Filthy Little Secret                                                     | 6:16  |
| 12. | Swansong for a Raven                                                     | 7:09  |
| 13. | Mother of Abominations                                                   | 7:33  |
| 14. | Nymphetamine Fix (avec Liv Kristine)                                     | 5:04  |